# Демон, Житан
Житан Демон — вокалистка и музыкант. В прошлом вокалистка готик-роковых групп Christian Death и Pompeii 99. Впоследствии занялась сольной карьерой. Имеет двух детей — сына Севана и дочь Зару.

## Музыкальная деятельность
Музыкальной деятельностью Житан начала заниматься с самого детства. Ещё в школе она пела в нескольких группах, а будучи подростком играла в хард-роковой группе, в которой исполняла песни Black Sabbath, Led Zeppelin и AC/DC. В те времена Житан не пела, а просто орала, из-за чего порой имела проблемы с голосом. В дальнейшем Житан, прочитала объявление в газете и пришла в группу Pompeii 99, которая выпустила всего два сингла и один полноформатный альбом. В 1983 году Житан стала вокалисткой группы Christian Death.

## Дискография

### Pompeii 99
- 1981 — Ignorence is the Control EP
- 1982 — Look at Yourself

### Christian Death
- 1984 — Catastrophe Ballet
- 1985 — Ashes
- 1986 — Atrocities
- 1987 — The Scriptures
- 1988 — Sex, Drugs & Jesus Christ
- 1989 — All the Love All the Hate (Part One: All the Love)
- 1989 — All the Love All the Hate (Part Two: All the Hate)
- 1990 — Insanus, Ultio, Proditio, Misericordiaque
- 1990 — Past, Present and Forever

### Сольная карьера
- 1992 — A Heavenly Melancholy (сингл)
- 1993 — Facets of Blue
- 1993 — Love for Sale
- 1993 — Lullabies for a Troubled World (сингл)
- 1994 — Never Felt So Alive (совместный альбом с Марком Иксксом из A Split Second, Демон выступила под псевдонимом Demonix)
- 1995 — Dream Home Heartache (совместно с Роззом Уильямсом из Christian Death)
- 1995 — With Love & Dementia (Live in Cannes 1994)
- 1997 — Am I Wrong?
- 1999 — Life in Death 85-89 (сборник)
- 2000 — Stars of Trash (записан при участии группы Dreadful Shadows)
- 2008 — Life After Death (DVD+CD)
- 2013 — The Reflecting Shadow